# 背くらべ

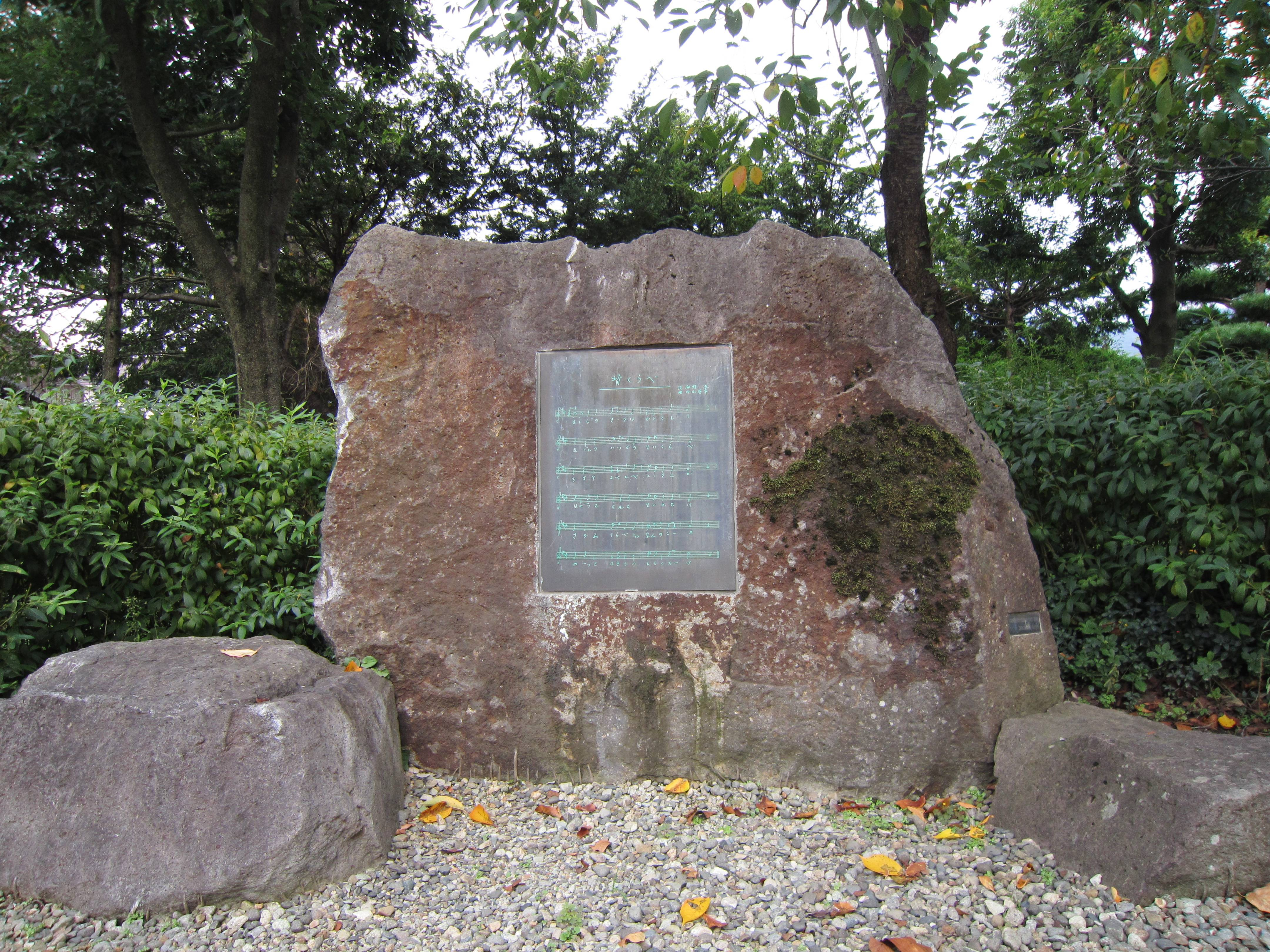
中山晋平記念館に建つ歌碑

『背くらべ』（せいくらべ、脊くらべとも）は、童謡。作詞は海野厚、作曲は中山晋平。

## 歌詞
1. 柱の傷は　おととしの
五月五日の　背くらべ
ちまきたべたべ　兄さんが
計ってくれた　背のたけ
昨日くらべりゃ　何（なん）のこと
やっと羽織の　紐（ひも）のたけ
2. 柱に凭（もた）れりゃ　すぐ見える
遠いお山も　背くらべ
雲の上まで　顔出して
てんでに背伸び　していても
雪の帽子を　脱いでさえ
一はやっぱり　富士の山

## 概要
1919年（大正8年）、雑誌『少女号』に詩が掲載され（『東京日日新聞』が初出の説もある）、曲としては1923年（大正12年）に発売された『子供達の歌 第3集』が初出。2007年（平成19年）に「日本の歌百選」に選ばれた。
歌詞は端午の節句に背丈を計ってもらった子供の視点で書かれている。これは海野の17歳年下の末弟、春樹の視点から描いていると言われ、「兄さん」が海野である。柱の傷が「一昨年」なのは、「昨年」は海野が東京におり、静岡県（現静岡市駿河区曲金二丁目）の実家に帰って来られず、弟の背丈を計ってやることができなかったからである。実家に帰れなかった理由は諸説がある。「やっと羽織の紐のたけ」は一昨年からの背丈の伸びが羽織の紐の長さと同じぐらいだとする説が有力だが、背丈自体が大学生の兄（海野）の羽織の紐を結んだ高さとする異説もある。2番の歌詞は、実家が静岡なので富士山が登場し、弟が自分の背丈と比較しているのである。
海野厚の母校である静岡市立西豊田小学校の敷地内に詩碑が、長野県中野市の中山晋平記念館には、同作品の歌碑が建立されている。